# Liste von Krankenhäusern im Kreis Kleve
Die Liste von Krankenhäusern im Kreis Kleve nennt bestehende und ehemalige Krankenhäuser und Kliniken. Der Kreis Kleve besteht aus acht Städten und acht Gemeinden.

## Liste
| Name                                      | Ort               | Träger                                      | Bemerkungen                                             | Bild |
| ----------------------------------------- | ----------------- | ------------------------------------------- | ------------------------------------------------------- | ---- |
| LVR-Klinik Bedburg-Hau                    | Bedburg-Hau       | Landschaftsverband Rheinland                |                                                         |      |
| St. Willibrord-Spital Emmerich-Rees gGmbH | Emmerich am Rhein | Pro homine                                  | Allgemeinkrankenhaus                                    |      |
| St.-Clemens-Hospital                      | Geldern           | Cusanus Trägergesellschaft, Trier           | Akademisches Lehrkrankenhaus der Maastricht University. |      |
| Wilhelm-Anton-Hospital                    | Goch              | Katholische Karl-Leisner-Trägergesellschaft |                                                         |      |
| St. Nikolaus-Hospital                     | Kalkar            | Katholische Karl-Leisner-Trägergesellschaft |                                                         |      |
| Marienhospital                            | Kevelaer          | Katholische Karl-Leisner-Trägergesellschaft |                                                         |      |
| St.-Antonius-Hospital                     | Kleve             | Katholische Karl-Leisner-Trägergesellschaft |                                                         |      |